# Eparchia zaporoska
Eparchia zaporoska – jedna z eparchii Ukraińskiego Kościoła Prawosławnego Patriarchatu Moskiewskiego z siedzibą w Zaporożu. Jej obecnym biskupem ordynariuszem jest metropolita zaporoski i melitopolski Łukasz (Kowałenko), zaś funkcję katedry pełni sobór Opieki Matki Bożej w Zaporożu. Drugą katedrą jest sobór św. Aleksandra Newskiego w Melitopolu.

Eparchia zaporoska na tle podziału administracyjnego UKP PM

Eparchia została powołana decyzją Świętego Synodu Ukraińskiego Kościoła Prawosławnego z 1992 poprzez wydzielenie z eparchii dniepropetrowskiej. Pierwszym ordynariuszem eparchii został dotychczasowy arcybiskup symferopolski i krymski Bazyli (Złatolinski). W momencie powstania administratura prowadziła osiem parafii obsługiwanych przez 12 kapłanów. W 2007 eparchia liczyła 350 parafii obsługiwanych przez 250 duchownych. W wymienionym roku z jej terytorium wydzielono eparchię berdiańską. Eparchia dzieli się na 13 dekanatów. W 2011 eparchia liczyła 155 parafii obsługiwanych przez 125 kapłanów.

## Monastery
W 2012 eparchii podlegało pięć monasterów:
- monaster św. Sawy Uświęconego w Melitopolu, męski
- monaster św. Elżbiety w Kamyszewasze, żeński
- monaster Zaśnięcia Matki Bożej w Prymorskim, żeński
- monaster św. Jana Teologa w Ternuwatem, żeński[6]
- monaster św. Mikołaja w Zaporożu, żeński[7]

## Biskupi
- Bazyli (Złatolinski), 1992–2009
- Józef (Maslenikow), 2009–2010
- Łukasz (Kowałenko), od 2010